# Harry Kerr
Henry Edward "Harry" Kerr (Inglewood, Taranaki, 28 de gener de 1879 – Taranaki, 17 de maig de 1951) va ser un atleta neozelandès que va competir a primers del segle xx, principalment en proves de marxa.
El 1908 va prendre part en els Jocs Olímpics de Londres, com a membre de l'equip d'Australàsia, on guanyà la medalla de bronze en els 3500 metres marxa. Aquesta fou la primera medalla olímpica guanyada per un esportista neozelandès.
A banda de practicar diverses modalitats atlètiques, Kerr vas jugar a rugbi i fou campió de tir. El fet competir professionalment l'obligà a una aturada de la competició de dos anys per tal de recuperar la seva condició d'amateur. Després de guanyar nombrosos títols nacionals Kerr pràcticament es va retirar el 1912. Va lluitar a la Primera Guerra Mundial, i en tornar va guanyar encara dos títols nacionals més, el 1925 amb 46 anys.
El 1996 fou incorporat al New Zealand Sports Hall of Fame.